# Diankou Sembene
Diankou Sembene, est un acteur sénégalais. Il est surtout connu pour le rôle de M. Ndiaye dans le film dramatique romantique surnaturel Atlantique.

## Carrière
En 2019, Sembene a été sélectionné pour le film Atlantics réalisé par Mati Diop comme son premier long métrage. Le film est diffusé dans la capitale Dakar avant sa sortie au Sénégal. Le film a reçu des critiques principalement positives et a été projeté dans plusieurs festivals de cinéma. Le film a ensuite remporté le Grand Prix du Festival de Cannes 2019.
Après le succès du film, il a joué dans la série télévisée ZeroZeroZero et le court métrage La corruption.

## Filmographie
| An   | Film         | Rôle                           | Genre             | Réf.  |
| ---- | ------------ | ------------------------------ | ----------------- | ----- |
| 2019 | Atlantique   | M. Ndiaye                      | Film              | [ 6 ] |
| 2019 | ZeroZeroZero | Inspecteur général Oumar Sukus | Séries télévisées |       |
| 2019 | Corruption   | Chef de la police              | Court métrage     |       |